# Fardier Lohr
Le Fardier Lohr  est un véhicule 4×4 léger polyvalent français, aérotransportable, développé par Lohr Industrie à l'usage des troupes aéroportées.

## Historique
Ce véhicule léger 4x4 a été développé par SOFRAMAG (plus tard Lohr Industrie) pour les troupes aéroportées de l'armée française, qui en ont utilisé 300 sur une production totale d'environ 500. Deux versions ont été produites : FL 500 et FL 501, cette dernière avec un moteur de 36 ch. Il remplace en 1984 les AS 24 belges.
La France a remplacé ses FL 500/501 par des véhicules aéromobiles logistiques (VAL) Auverland A3F ; les véhicules livrés à l'Espagne sont en service de 1995 a 2001, ceux destinés à la Tunisie ne sont plus en service.

## Description

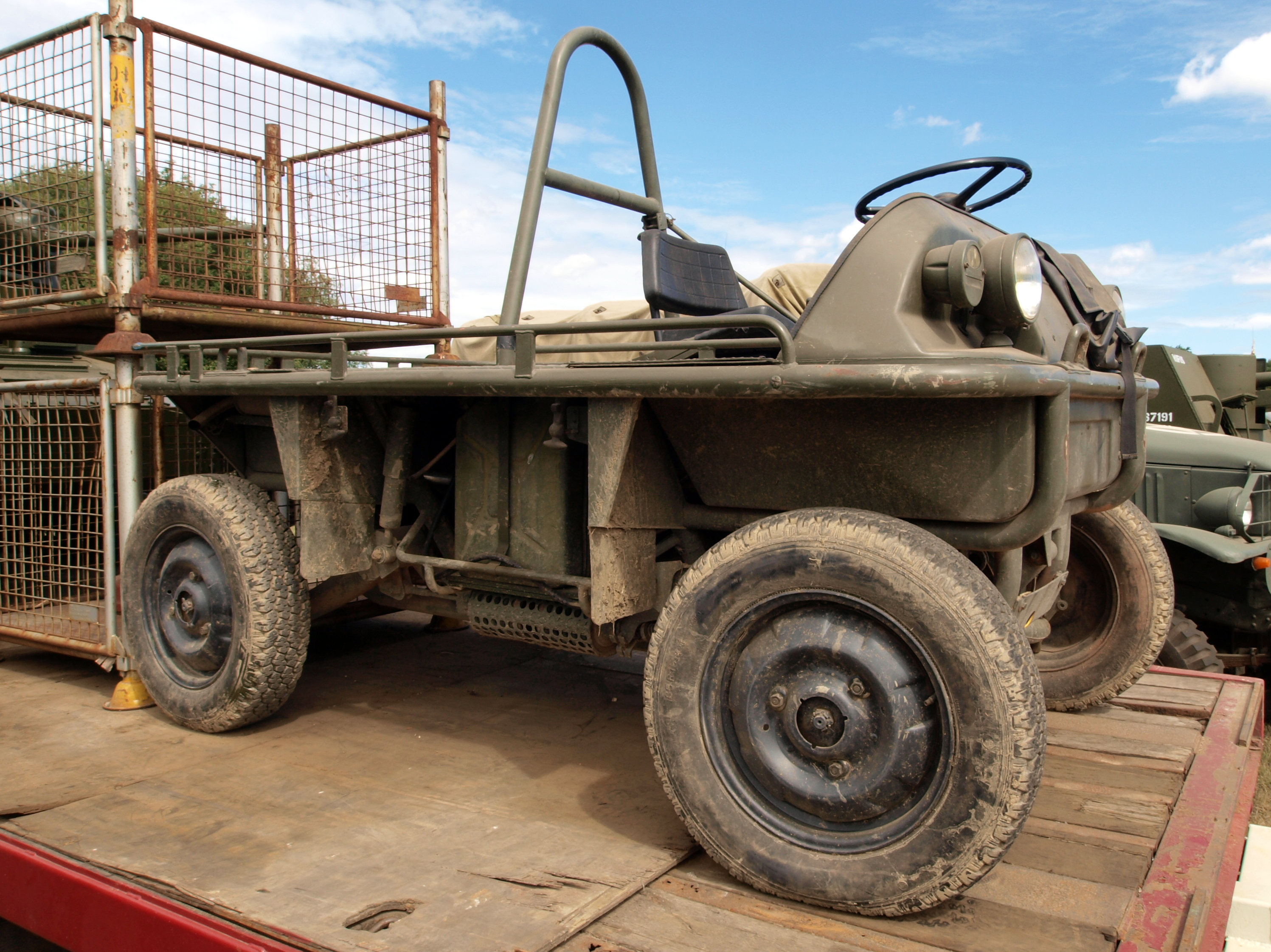
Vue de côté d'un Fardier

Le Fardier a un châssis tubulaire, avec la zone de charge à l'arrière (formée par des panneaux d'aluminium), le moteur central est positionné transversalement, et le conducteur à l'avant gauche protégé par un arceau de sécurité démontable. Chaque essieu a une unité de transmission, avec suspension par ressort hélicoïdal. Chaque roue arrière a un frein de stationnement indépendant, alors que les freins de service sur les 4 roues sont à disques. Le véhicule dispose d'un double système d'éclairage pour un éclairage normal ou pour un éclairage "black-out" réduit. 
Le FL 501 peut remorquer jusqu'à 800 kg, un chargement typique serait un mortier de 120 mm, un poste de tir d'infanterie Milan avec six munitions, ou un poste de tir SATCP Mistral. Également des matériels de transmissions, ou bien deux civières en version sanitaire.
Il peut être aérotransporté par avion cargo ou par hélicoptère :
- Un C-130 Hercules ou C-160 Transall peut en transporter jusqu'à 6 pour un largage aérien, ou jusqu'à 12 en tant que fret général
- Un hélicoptère Puma peut transporter un FL 500/501 et un mortier de 120 mm.

## Spécifications
Pour simplifier la construction, celle-ci reprend au maximum des éléments de Citroën existants : Le moteur est un bicylindre à plat Citroën 602cc. C'est le même qui a équipé les Citroën 2 CV 6, Dyane, Mehari 4x2 et 4x4 militaires, la boite de vitesses et les freins viennent de l'Ami 8, les arbres de transmission de l'Ami Super, le réservoir de carburant de l'AZU, la colonne de direction du fourgon Type H, les jantes de la GS. Un régulateur limite la vitesse à environ 50 km/h. La transmission comporte un différentiel à glissement limité.

## Utilisateurs

### Actuellement
- [réf. nécessaire]

### Autrefois
- France
- Espagne sous le nom  Mula Mecanica HOLMAN L-501-D pour la BRIPAC de 1995 et jusqu'à 2001, remplacé par le véhicule SPA FOX[2].
- Tunisie